# Love Someone (Lukas Graham)
Love Someone è un singolo del gruppo musicale danese Lukas Graham, pubblicato il 7 settembre 2018 come primo estratto dal terzo album in studio 3 (The Purple Album).

## Video musicale
Il video musicale è stato pubblicato il 6 settembre 2018 sul canale YouTube del gruppo.